# Arrancármelo
Arrancármelo è un singolo del cantante argentino Wos, pubblicato il 6 aprile 2022 come primo estratto dal terzo album in studio Descartable.

## Video musicale
Il video musicale, diretto da Rafael Nir, è stato reso disponibile in concomitanza con l'uscita del brano.

## Tracce
Testi e musiche di Valentín Oliva e Facundo Yalve.
1. Arrancármelo – 3:03

## Formazione
- Wos – voce
- Evlay – produzione, mastering, missaggio

## Classifiche
| Classifica (2022) | Posizione massima |
| ----------------- | ----------------- |
| Argentina         | 6                 |
| Paraguay          | 22                |